# Deutsche Bank Center
Deutsche Bank Center, kan även kallas One Columbus Circle och Time Warner Center, är två sammankopplade skyskrapor (North Tower och South Tower) som ligger vid Columbus Circle på Manhattan i New York, New York i USA.
Byggnaderna uppfördes 2004 som fastigheter för bostäder, kontor och handel. North Tower har också ett hotell med namnet Mandarin Oriental, New York på våningarna 35–54. Båda skyskraporna är 228 meter höga och har 55 våningar vardera.